# De vise männens färd
De vise männens färd (engelska: Journey of the Magi) är en dikt från 1927 av den amerikanske författaren T.S. Eliot. Den består av en monolog där en av de tre vise männen berättar om resan till Betlehemsstjärnan många år tidigare. Mannen reflekterar sorgset över hur Jesu födelse har förändrat världen för alltid och hur den värld han själv hade tillhört nu är död.
Dikten skrevs kort efter Eliots omvändelse till anglikanism från sin tidigare agnosticism och unitarism. Den dramatiserar Eliots väg till den kristna tron. Den gavs ut 25 augusti 1927 i Faber and Gwyers serie Ariel poems. Det var den första av fem dikter som Eliot skrev för serien mellan 1927 och 1931; ytterligare en dikt gavs ut 1954 i en ny diktserie med samma namn. De vise männens färd var illustrerad av den amerikanske grafikern Edward McKnight Kauffer. Den tolkades till svenska 1934 av Artur Lundkvist och 1940 av Johannes Edfelt.